# 望月あやかの汁かけ過ぎ注意!
『望月あやかの汁かけ過ぎ注意!』（もちづきあやかのしるかけすぎちゅうい、英題：Be careful not to sprinkle too much juice on Ayaka Mochizuki!）は、エンタ!959で放送されているバラエティ番組、トーク番組である。

## 番組概要
AV女優・望月あやかの冠番組。「ドMちゃん」としても名高い90センチ巨乳女優の「もっちー」こと望月あやかが、めったに聞くことのできないぶっちゃけエロトークを目玉に、毎回ゲストを招いて知られざるエロを引き出していくトーク番組。
毎月東京・Pigooスタジオで撮影会を兼ねた公開収録している。
取材及び番組見学をした葵マリーによれば、（特に公開収録は）プライベートな話過ぎて公にできない内容の多すぎるトーク番組とのこと。
U-NEXT配信版では「プライムTV」として放送された回が第1話とする、総集編を抜くなど再編集が行われているため、一部放送回にずれが生じている。
2024年1月、エンタ!959での放送継続終了がアナウンスされ、以降の番組は制作会社・ノーマンスリーが立ち上げたDMMオンラインサロン「エンタちゃん放送局」のコンテンツとして制作、配信される。

## 出演者
MC
- 望月あやか - 番組でのキャッチフレーズは「性欲モンスター」

## 主なコーナー

### 性のから騒ぎ
お題に対して答えるトークコーナー。

## 放送リスト
| 放送回 | 初回放送日     | ゲスト               | 備考                                               |
| ------ | -------------- | -------------------- | -------------------------------------------------- |
| #1     | 2021年 8月18日 | 星空もあ、EMILY      | 同年6月26日公開収録                                |
| #2     | 10月16日       | 藤田こずえ           | 10月3日公開収録                                    |
| #3     | 2022年 1月16日 | 竹内夏希             | 11月23日公開収録                                   |
| #4     | 2月16日        | 総集編               |                                                    |
| #5     | 4月17日        | 白鳥すわん           | 2022年1月29日収録予定だったが延期し、2月23日に収録 |
| #6     | 5月18日        | 市川愛茉             | 2022年3月26日収録                                  |
| #7     | 6月16日        | 藤田こずえ           |                                                    |
| #8     | 8月17日        | 北乃ゆな             | 2022年6月26日収録                                  |
| #9     | 9月18日        | 美波こづえ           | 2022年7月31日収録                                  |
| #10    | 10月19日       | 天晴乃愛             | 2022年9月11日収録                                  |
| #11    | 12月16日       | みひな               | 2022年11月26日収録                                 |
| #12    | 2023年 4月16日 | 日向ひかげ           | 2023年2月26日収録                                  |
| #13    | 6月16日        | ジューン・ラブジョイ | 2023年5月27日収録                                  |
| #14    | 8月16日        | 鈴音杏夏             | 2023年7月29日収録                                  |
| #15    | 10月18日       | 音琴るい             | 2023年9月23日収録                                  |
| #16    | 12月16日       | しおかわ雲丹         | 2023年11月25日公開収録                             |
| #17    |                | 前田美波             | 2024年1月20日公開収録                              |

## スタッフ
- 制作著作：ノーマンスリー